# PatientsLikeMe

PatientsLikeMe es una Red Social en salud que permite a sus usuarios compartir tratamientos y síntomas de sus enfermedades con el fin de hacer un seguimiento y aprender de otros resultados médicos.
Actualmente PatientsLikeMe tiene comunidades en Esclerosis lateral amiotrófica (ELA), Esclerosis múltiple (EM),  Enfermedad de Parkinson, Fibromialgia, HIV, Síndrome de fatiga crónica, y  Trastorno de ánimo, así como enfermedades raras como progressive supranuclear palsy, multiple system atrophy, y la Enfermedad de Devic (neuromielitis óptica). En junio de 2009 PatientsLikeMe anunció su primer socio; la compañía farmacéutica UCB para desarrollar una comunidad de pacientes que sufren de Epilepsia
PatientsLikeMe hace posible que los pacientes que sufren estas enfermedades, y que les cambiaron la vida, puedan conversar con otros, permitiéndoles compartir los avances en su recuperación a través de los datos de sus resultados, empatizar con otros para aprender técnicas o dosificación de medicamentos que otros están probando para mejorar su salud.
El sitio fue lanzado inicialmente en 2005 cuando los hermanos  James Heywood y Benjamin Heywood vieron la necesidad de una comunidad basada en compartir información sobre enfermedades específicas cuando los hermanos de Stephen Heywood fueron diagnosticados con Esclerosis lateral amiotrófica (ELA) en 1998.¿Qué tan confiable
es la información generada por
PatientLikeMe? Aunque los pacientes malinterpretan o informan mal la información es una posibilidad muy real,los datos agregados están estructuradospara hacer evidentes los valores atípicos.Debido a que estos cuadros y gráficos sepublican en el sitio, los pacientes tienenlaoportunidad de detectar y corregir los errores ellos mismos. Si un paciente veque ella esA única persona que informó haber tomado un medicamento enparticular para un propósito particular,por ejemplo, puede darse cuenta de que no ha entendido por qué su médico se lo recetó.Ya vaticinaba Fran Sánchez Laguna en su blog hace casi ya dos años, que estaríamos en el 3.0 antes de que nos diéramos cuenta. Parece que la maquinaria ya está en marcha…
Los médicos e investigadores pueden acceder al sitio, permitiendo que encuentren pacientes y los tratamientos que han tomado y qué tratamientos han sido satisfactorios. El sitio ha introducido un número de proyectos para analizar información clínica proporcionada por los pacientes. Los usuarios del sitio acceden libremente, sin embargo, el sitio es comercial ya que éste puede vender los datos de los usuarios a terceros como empresas farmacéuticas o compañías médicas. El número de usuarios está en incremento cada día. A junio de 2011, hay 106.517 pacientes registrados en este sitio.
Desde su lanzamiento, esta compañía ha aumentado a 9 categorías de enfermedades, y desde luego planea expandirse a muchas más. La compañía fue nombrada como unas de las "15 compañías que cambiaran al mundo" en el Business 2.0 y CNN Money. También tuvo reconocimiento en marzo del 2008 en un artículo del New York Time Magazine titulado "Practicing Patients" y en diciembre del 2008 en un programa de televisión con Sanjay Gupta para la CBS Evening News.